# Delépine-Reaktion

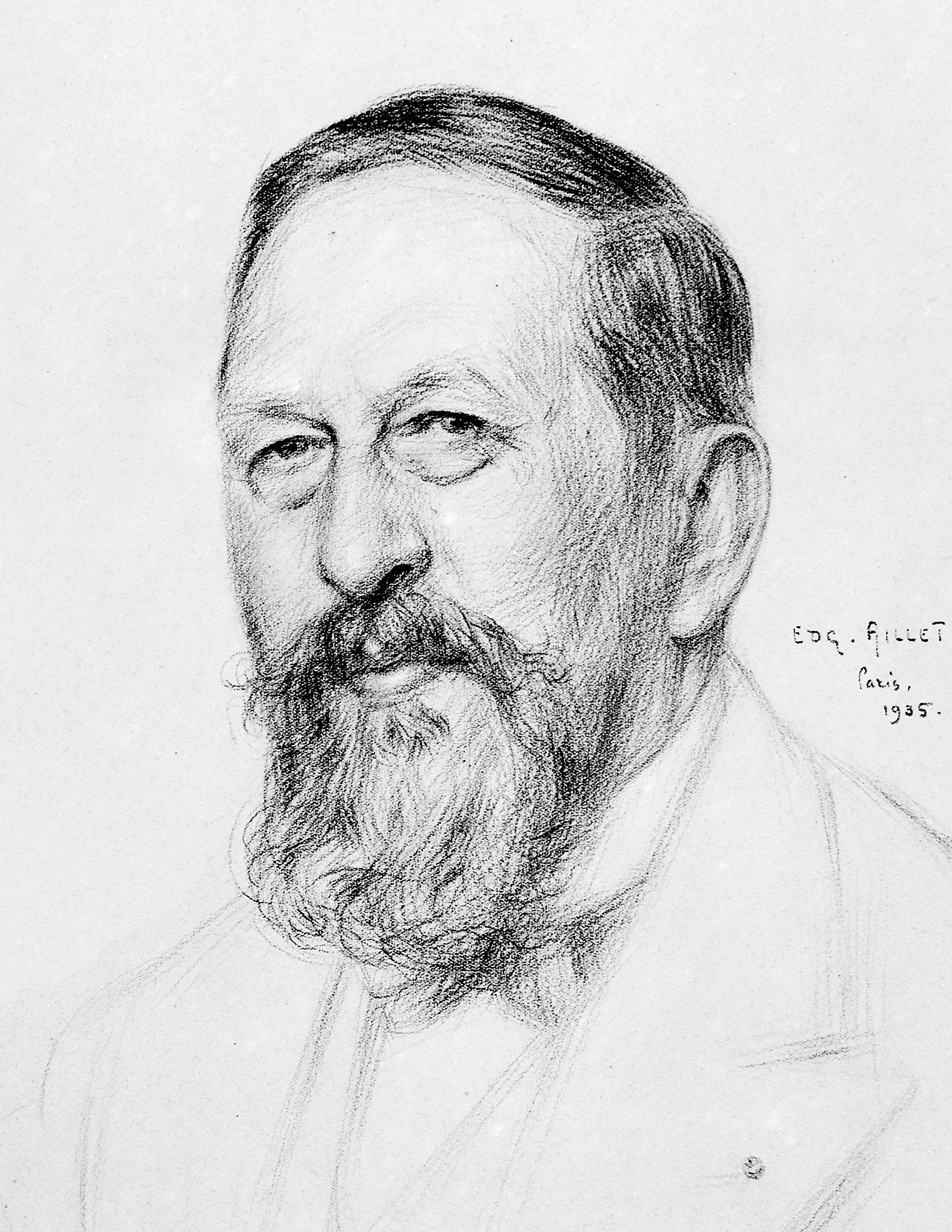
Marcel Delépine (1871–1965)

Die Delépine-Reaktion ist eine Namensreaktion der organischen Chemie und benannt nach dem französischen Chemiker Marcel Delépine (1871–1965). Sie bezeichnet die Synthese primärer Amine durch saure Hydrolyse quartärer Hexamethylentetramin-Salze, die aus der Umsetzung von Benzyl- oder Alkylhalogeniden mit Hexamethylentetramin zugänglich sind.

## Reaktionsmechanismus
Der Mechanismus wird anhand eines Alkylchlorids erläutert. Möglich ist auch die Verwendung von Alkylbromiden. 
Das Hexamethylentetramin 1 reagiert mit Benzyl- oder Alkylhalogenid 2 zu einem quartären Ammoniumsalz 3, wobei stets nur ein N-Atom alkyliert wird. Durch Erhitzen unter Rückfluss in konzentrierter, ethanolischer Salzsäure-Lösung zersetzt sich dieses quartäre Ammoniumsalz in mehreren Reaktionsschritten zu einem Hydrohalogenid 11. Nebenprodukte der Reaktion sind Formaldehyd, der mit dem in der Lösung vorhandenen Ethanol zu Formaldehyddiethylacetal abreagiert, und Ammoniumchlorid. Nach einer basischen Aufarbeitung entsteht das gewünschte Amin 12.
Vorteile dieser Reaktion sind der selektive Zugang zu primären Aminen (keine Nebenreaktionen) aus leicht zugänglichen Edukten und kurze Reaktionszeiten unter relativ einfachen Reaktionsbedingungen.
Als Beispiel sei die Synthese von 2-Bromallylamin aus 2,3-Dibrompropen genannt.